# سرشماری ۲۰۱۰ ایالات متحده آمریکا
سرشماری سال ۲۰۱۰ ایالات متحده آمریکا که با نام سرشماری ۲۰۱۰ نیز شناخته می‌شود، بیست و سومین دوره، از دوره‌های ۱۰ ساله سرشماری در ایالات متحده آمریکا بود. این سرشماری در ۱ آوریل ۲۰۱۰ برگزار شد.

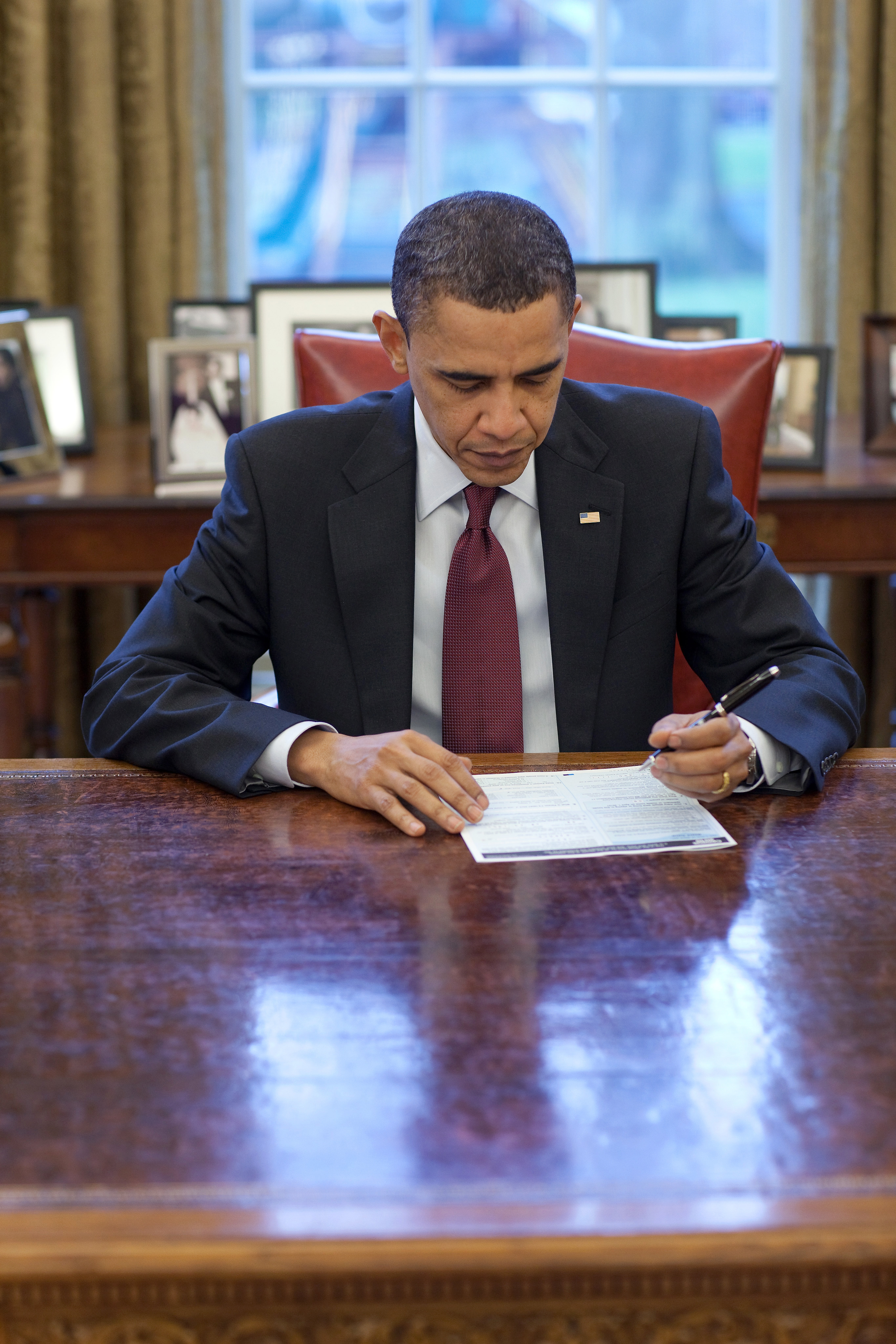
رئیس‌جمهور اوباما اطلاعات سرشماری خانواده خود را در تاریخ ۲۹ مارس ۲۰۱۰ در دفتر بیضی کامل می‌کند.

## سرشماری ایالت‌ها
| رتبه | ایالت               | جمعیت در سرشماری سال ۲۰۰۰ | جمعیت در سرشماری سال ۲۰۱۰ | تغییرات    | درصد تغییر |
| ---- | ------------------- | ------------------------- | ------------------------- | ---------- | ---------- |
| ۱    | کالیفرنیا           | ۳۳٬۸۷۱٬۶۴۸                | ۳۷٬۲۵۳٬۹۵۶                | ۳٬۳۸۲٬۳۰۸  | ۱۰٫۰٪      |
| ۲    | تگزاس               | ۲۰٬۸۵۱٬۸۲۰                | ۲۵٬۱۴۵٬۵۶۱                | ۴٬۲۹۳٬۷۴۱  | ۲۰٫۶٪      |
| ۳    | نیویورک (ایالت)     | ۱۸٬۹۷۶٬۴۵۷                | ۱۹٬۳۷۸٬۱۰۲                | ۴۰۱٬۶۴۵    | ۲٫۱٪       |
| ۴    | فلوریدا             | ۱۵٬۹۸۲٬۳۷۸                | ۱۸٬۸۰۱٬۳۱۰                | ۲٬۸۱۸٬۹۳۲  | ۱۷٫۶٪      |
| ۵    | ایلینوی             | ۱۲٬۴۱۹٬۲۹۳                | ۱۲٬۸۳۰٬۶۳۲                | ۴۱۱٬۳۳۹    | ۳٫۳٪       |
| ۶    | پنسیلوانیا          | ۱۲٬۲۸۱٬۰۵۴                | ۱۲٬۷۰۲٬۳۷۹                | ۴۲۱٬۳۲۵    | ۳٫۴٪       |
| ۷    | اوهایو              | ۱۱٬۳۵۳٬۱۴۰                | ۱۱٬۵۳۶٬۵۰۴                | ۱۸۳٬۳۶۴    | ۱٫۶٪       |
| ۸    | میشیگان             | ۹٬۹۳۸٬۴۴۴                 | ۹٬۸۸۳٬۶۴۰                 | -۵۴٬۸۰۴    | -۰٫۶٪      |
| ۹    | جورجیا              | ۸٬۱۸۶٬۴۵۳                 | ۹٬۶۸۷٬۶۵۳                 | ۱٬۵۰۱٬۲۰۰  | ۱۸٫۳٪      |
| ۱۰   | کارولینای شمالی     | ۸٬۰۴۹٬۳۱۳                 | ۹٬۵۳۵٬۴۸۳                 | ۱٬۴۸۶٬۱۷۰  | ۱۸٫۵٪      |
| ۱۱   | نیوجرسی             | ۸٬۴۱۴٬۳۵۰                 | ۸٬۷۹۱٬۸۹۴                 | ۳۷۷٬۵۴۴    | ۴٫۵٪       |
| ۱۲   | ویرجینیا            | ۷٬۰۷۸٬۵۱۵                 | ۸٬۰۰۱٬۰۲۴                 | ۹۲۲٬۵۰۹    | ۱۳٫۰٪      |
| ۱۳   | واشینگتن (ایالت)    | ۵٬۸۹۴٬۱۲۱                 | ۶٬۷۲۴٬۵۴۰                 | ۸۳۰٬۴۱۹    | ۱۴٫۱٪      |
| ۱۴   | ماساچوست            | ۶٬۳۴۹٬۰۹۷                 | ۶٬۵۴۷٬۶۲۹                 | ۱۹۸٬۵۳۲    | ۳٫۱٪       |
| ۱۵   | ایندیانا            | ۶٬۰۸۰٬۴۸۵                 | ۶٬۴۸۳٬۸۰۲                 | ۴۰۳٬۳۱۷    | ۶٫۶٪       |
| ۱۶   | آریزونا             | ۵٬۱۳۰٬۶۳۲                 | ۶٬۳۹۲٬۰۱۷                 | ۱٬۲۶۱٬۳۸۵  | ۲۴٫۶٪      |
| ۱۷   | تنسی                | ۵٬۶۸۹٬۲۸۳                 | ۶٬۳۴۶٬۱۰۵                 | ۶۵۶٬۸۲۲    | ۱۱٫۵٪      |
| ۱۸   | میزوری              | ۵٬۵۹۵٬۲۱۱                 | ۵٬۹۸۸٬۹۲۷                 | ۳۹۳٬۷۱۶    | ۷٫۰٪       |
| ۱۹   | مریلند              | ۵٬۲۹۶٬۴۸۶                 | ۵٬۷۷۳٬۵۵۲                 | ۴۷۷٬۰۶۶    | ۹٫۰٪       |
| ۲۰   | ویسکانسین           | ۵٬۳۶۳٬۶۷۵                 | ۵٬۶۸۶٬۹۸۶                 | ۳۲۳٬۳۱۱    | ۶٫۰٪       |
| ۲۱   | مینه‌سوتا            | ۴٬۹۱۹٬۴۷۹                 | ۵٬۳۰۳٬۹۲۵                 | ۳۸۴٬۴۴۶    | ۷٫۸٪       |
| ۲۲   | کلرادو              | ۴٬۳۰۱٬۲۶۱                 | ۵٬۰۲۹٬۱۹۶                 | ۷۲۷٬۹۳۵    | ۱۶٫۹٪      |
| ۲۳   | آلاباما             | ۴٬۴۴۷٬۱۰۰                 | ۴٬۷۷۹٬۷۳۶                 | ۳۳۲٬۶۳۶    | ۷٫۵٪       |
| ۲۴   | کارولینای جنوبی     | ۴٬۰۱۲٬۰۱۲                 | ۴٬۶۲۵٬۳۶۴                 | ۶۱۳٬۳۵۲    | ۱۵٫۳٪      |
| ۲۵   | لوئیزیانا           | ۴٬۴۶۸٬۹۷۶                 | ۴٬۵۳۳٬۳۷۲                 | ۶۴٬۳۹۶     | ۱٫۴٪       |
| ۲۶   | کنتاکی              | ۴٬۰۴۱٬۷۶۹                 | ۴٬۳۳۹٬۳۶۷                 | ۲۹۷٬۵۹۸    | ۷٫۴٪       |
| ۲۷   | اورگن               | ۳٬۴۲۱٬۳۹۹                 | ۳٬۸۳۱٬۰۷۴                 | ۴۰۹٬۶۷۵    | ۱۲٫۰٪      |
| ۲۸   | اکلاهما             | ۳٬۴۵۰٬۶۵۴                 | ۳٬۷۵۱٬۳۵۱                 | ۳۰۰٬۶۹۷    | ۸٫۷٪       |
| ۲۹   | کنتیکت              | ۳٬۴۰۵٬۵۶۵                 | ۳٬۵۷۴٬۰۹۷                 | ۱۶۸٬۵۳۲    | ۴٫۹٪       |
| ۳۰   | آیووا               | ۲٬۹۲۶٬۳۲۴                 | ۳٬۰۴۶٬۳۵۵                 | ۱۲۰٬۰۳۱    | ۴٫۱٪       |
| ۳۱   | میسیسیپی (ایالت)    | ۲٬۸۴۴٬۶۵۸                 | ۲٬۹۶۷٬۲۹۷                 | ۱۲۲٬۶۳۹    | ۴٫۳٪       |
| ۳۲   | آرکانزاس            | ۲٬۶۷۳٬۴۰۰                 | ۲٬۹۱۵٬۹۱۸                 | ۲۴۲٬۵۱۸    | ۹٫۱٪       |
| ۳۳   | کانزاس              | ۲٬۶۸۸٬۴۱۸                 | ۲٬۸۵۳٬۱۱۸                 | ۱۶۴٬۷۰۰    | ۶٫۱٪       |
| ۳۴   | یوتا                | ۲٬۲۳۳٬۱۶۹                 | ۲٬۷۶۳٬۸۸۵                 | ۵۳۰٬۷۱۶    | ۲۳٫۸٪      |
| ۳۵   | نوادا               | ۱٬۹۹۸٬۲۵۷                 | ۲٬۷۰۰٬۵۵۱                 | ۷۰۲٬۲۹۴    | ۳۵٫۱٪      |
| ۳۶   | نیومکزیکو           | ۱٬۸۱۹٬۰۴۶                 | ۲٬۰۵۹٬۱۷۹                 | ۲۴۰٬۱۳۳    | ۱۳٫۲٪      |
| ۳۷   | ویرجینیای غربی      | ۱٬۸۰۸٬۳۴۴                 | ۱٬۸۵۲٬۹۹۴                 | ۴۴٬۶۵۰     | ۲٫۵٪       |
| ۳۸   | نبراسکا             | ۱٬۷۱۱٬۲۶۳                 | ۱٬۸۲۶٬۳۴۱                 | ۱۱۵٬۰۷۸    | ۶٫۷٪       |
| ۳۹   | آیداهو              | ۱٬۲۹۳٬۹۵۳                 | ۱٬۵۶۷٬۵۸۲                 | ۲۷۳٬۶۲۹    | ۲۱٫۱٪      |
| ۴۰   | هاوایی              | ۱٬۲۱۱٬۵۳۷                 | ۱٬۳۶۰٬۳۰۱                 | ۱۴۸٬۷۶۴    | ۱۲٫۳٪      |
| ۴۱   | مین (ایالت)         | ۱٬۲۷۴٬۹۲۳                 | ۱٬۳۲۸٬۳۶۱                 | ۵۳٬۴۳۸     | ۴٫۲٪       |
| ۴۲   | نیوهمپشر            | ۱٬۲۳۵٬۷۸۶                 | ۱٬۳۱۶٬۴۷۰                 | ۸۰٬۶۸۴     | ۶٫۵٪       |
| ۴۳   | رود آیلند           | ۱٬۰۴۸٬۳۱۹                 | ۱٬۰۵۲٬۵۶۷                 | ۴٬۲۴۸      | ۰٫۴٪       |
| ۴۴   | مونتانا             | ۹۰۲٬۱۹۵                   | ۹۸۹٬۴۱۵                   | ۸۷٬۲۲۰     | ۹٫۷٪       |
| ۴۵   | دلاویر              | ۷۸۳٬۶۰۰                   | ۸۹۷٬۹۳۴                   | ۱۱۴٬۳۳۴    | ۱۴٫۶٪      |
| ۴۶   | داکوتای جنوبی       | ۷۵۴٬۸۴۴                   | ۸۱۴٬۱۸۰                   | ۵۹٬۳۳۶     | ۷٫۹٪       |
| ۴۷   | آلاسکا              | ۶۲۶٬۹۳۲                   | ۷۱۰٬۲۳۱                   | ۸۳٬۲۹۹     | ۱۳٫۳٪      |
| ۴۸   | داکوتای شمالی       | ۶۴۲٬۲۰۰                   | ۶۷۲٬۵۹۱                   | ۳۰٬۳۹۱     | ۴٫۷٪       |
| ۴۹   | ورمانت              | ۶۰۸٬۸۲۷                   | ۶۲۵٬۷۴۱                   | ۱۶٬۹۱۴     | ۲٫۸٪       |
| —    | واشینگتن دی.سی.     | ۵۷۲٬۰۵۹                   | ۶۰۱٬۷۲۳                   | ۲۹٬۶۶۴     | ۵٫۲٪       |
| ۵۰   | وایومینگ            | ۴۹۳٬۷۸۲                   | ۵۶۳٬۶۲۶                   | ۶۹٬۸۴۴     | ۱۴٫۱٪      |
|      | ایالات متحده آمریکا | ۲۸۱٬۴۲۱٬۹۰۶               | ۳۰۸٬۷۴۵٬۵۳۸               | ۲۷٬۳۲۳٬۶۳۲ | ۹٫۷٪       |